# Baisha (Pescadores)
Pour les articles homonymes, voir Baisha.

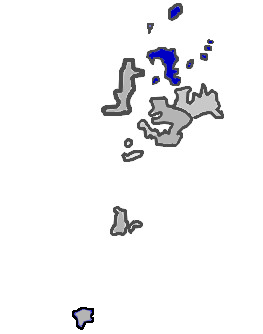
Le canton de Baisha au sein du comté de Penghu

Baisha (Chinois traditionnel:白沙鄉; pinyin: Báishā Xiāng; Pe̍h-ōe-jī: Pe̍h-soa-hiong; "Sable Blanc") est un canton rural du comté de Penghu de la République de Chine, située au nord de l'île principale des Pescadores. Elle est liée à la municipalité de Siyu par un pont trans-océanique de 2,5 km, ce qui en fait le plus long d'Asie de l'Est. Elle est peuplée de 9 809 habitants.
L'île Oiseau (鳥嶼) est celle qui comporte la plus haute densité de population, puisqu'elle comporte 1 226 habitants pour une superficie de seulement 0,4 km².

## Géographie
La municipalité étend sa juridiction sur plus de 20 îles:
- Île principale Baisha
- Île Jibei
- Île Chungtun (Zhongtun)
- Île Yuanbei
- Île Tiejhan (Tiezhan)
- Île Gupo
- Île Xianjiao
- Île Mudou
- Île Dacang
- Île Niao

## Subdivisions administratives
Le canton comporte 15 villages: 
- Chengqian
- Chikan
- Dacang
- Gangzi
- Houliao
- Jiangmei
- Jibei
- Niaoyu
- Qitou
- Tongliang
- Watong
- Xiaochi
- Yuanbei
- Zenghai
- Zhongtun

## Lieux d'intérêts touristique

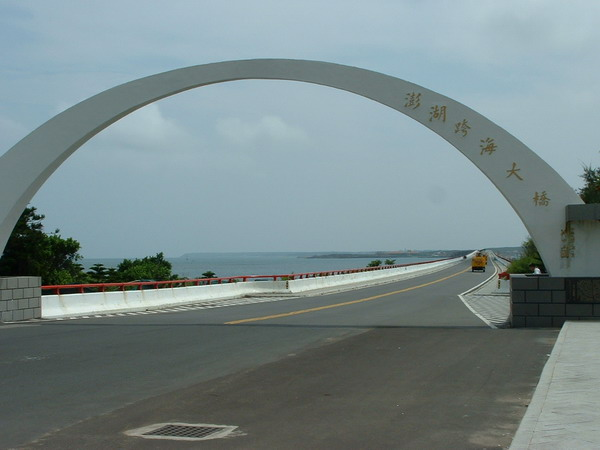
Grand pont des Pescadores

- Phare de Mudouyu
- Aquarium de Penghu
- Grand Pont des Pescadores
- Tongliang Old Long
- Northern Sea Golden Sand Beach

## Transport
- Quai Chikan
- Quai Houliao
- Quai Jibei[2]